# Usofila
Usofila is een geslacht van spinnen uit de familie Telemidae.

## Soorten
De volgende soorten zijn bij het geslacht ingedeeld:
- Usofila flava Chamberlin & Ivie, 1942[2]
- Usofila gracilis Keyserling, 1891[3]
- Usofila oregona Chamberlin & Ivie, 1942[2]
- Usofila pacifica (Banks, 1894)
  - =[4] Ochyrocera pacifica (Banks, 1894)[5]